# Nick Stahl
Nick Stahl, född 5 december 1979 i Harlingen i Texas, är en amerikansk skådespelare. Han fick sitt genombrott vid 13 års ålder i filmen Mannen utan ansikte.

## Filmografi (urval)
- 1993 – Mannen utan ansikte
- 1998 – Den tunna röda linjen
- 2001 – In the Bedroom
- 2003 – Bookies
- 2003 – Terminator 3 - Rise of the Machines
- 2005 – Sin City
- 2006 – The Night of the White Pants
- 2010 – Mirrors 2